# Чебрець
Чебрець (Thymus) — рід чагарничків і напівчагарничків з родини губоцвітих. Батьківщиною є помірні регіони Ґренландії, Європи, Північної Африки, Азії. Деякі представники роду культивуються як прянощі або декоративні рослини, які також називають чебрецем або тим'яном.

## Назва
Інші назви рослини — чабрець, богородична (богородська) трава, чабер, чабрик, чепчик, чебер, чебрик, лимонний душок, боровий перець, мацержанка, жадобнік, мухопал тощо.

## Опис
Чебрець — багаторічний невисокий напівкущ заввишки до 40 см. Стебла, як правило, вузькі або навіть жилаві; листя у більшості видів вічнозелені, розташовані попарно, еліптичні, цілісні, дрібні, 4—20 мм завдовжки, зазвичай ароматні.
Квітки чебрецю зібрані в щільні суцвіття з нерівною чашечкою, верхня губа трилопатева, жовті, білі, фіолетові або рожево-бузкові. Квітнуть практично все літо. Насіння дозріває в липні—вересні.

## Поширення й екологія
В Україні трапляються 36 видів, зокрема найпоширеніші чебрець широколистий (Thymus pulegioides) і чебрець повзучий (Thymus serpyllum), які використовують як сировину для одержання тимолу.

## Класифікація
У природі існує багато видів чебрецю, відмінності між якими незначні як на вигляд, так і за вмістом у них діючих речовин. Всі вони мають цілющі властивості та використовуються народною медициною. В Україні зростає 16 видів чебрецю.

## Застосування

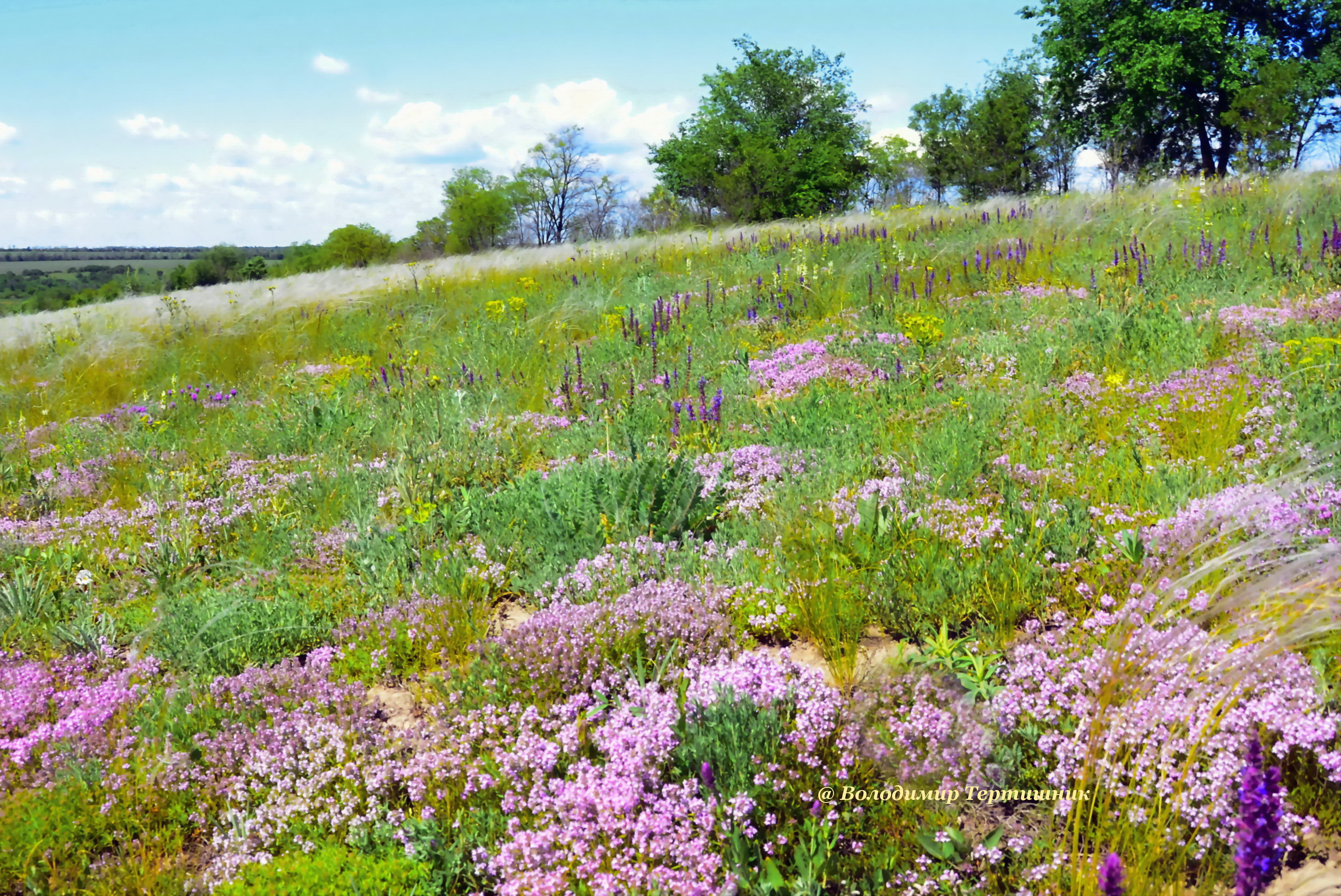
Чебрець у літній час

Чебрець добре відомий у багатьох країнах, де його застосовують і як лікарський засіб, і як ароматну приправу до страв.

### У харчуванні
Молоді рослини використовуються під час соління огірків, маринування груш і яблук. Замінює корицю. Висушене листя чебрецю використовують на Кавказі як приправу до юшок, котлет, м'ясних бульйонів. У Польщі з чебрецю, маргарину, борошна, бульйону та сметани готують соус.

### У культурі
Крім того, чебрець використовують в ритуальних діях і магії. Ароматний дим чебрецю в Древній Греції застосовували при проведенні богослужінь. На Русі в період святкування Успіння пресвятої Богородиці чебрецем прикрашали ікони Божої Матері. У багатьох країнах цю траву вважають символом родючості й плодючості, тому вінки з чебрецю надягали нареченим. До того ж чебрець використовували як різні обереги та поміщали в ладанки, оскільки, на думку знахарів, він охороняє від пристріту, злих духів.

### Застосування в медицині
Сушений чебрець і препарати з нього продаються в аптеках. Це відмінний антисептичний, бактерицидний, протигіпертонічний, потогінний засіб, він має виражену заспокійливу, болезаспокійливу, ранозагоювальну, протисудомну, сечогінну дію. Застосовується при лікуванні невралгій і невритів, захворювань шлунково-кишкового тракту і сечостатевої системи. Завдяки наявності ефірних олій, чебрець широко використовують при лікуванні захворювань органів дихання й застуд.
Різні препарати та збори з чебрецем використовуються й офіційною медициною. Широкий спектр застосування чебрецю пов'язаний з тим, що в ньому крім ефірних олій міститься цілий спектр корисних речовин — флавоноїди, камідь, жири, дубильні речовини, смоли, гіркоти, олеонолова, тритерпенова, тимунова, урсолова, кавова, хінна, хлорогенна кислоти та ін. У незначних кількостях є вітаміни та мікроелементи.
Важливо, що кількість протипоказань у чебрецю невелика. Його не рекомендують застосовувати при вагітності, а при захворюваннях щитоподібної залози, печінки, нирок, виразковій хворобі шлунку і дванадцятипалої кишки використовувати тільки після консультації з лікарем.

### Застосування в народній медицині

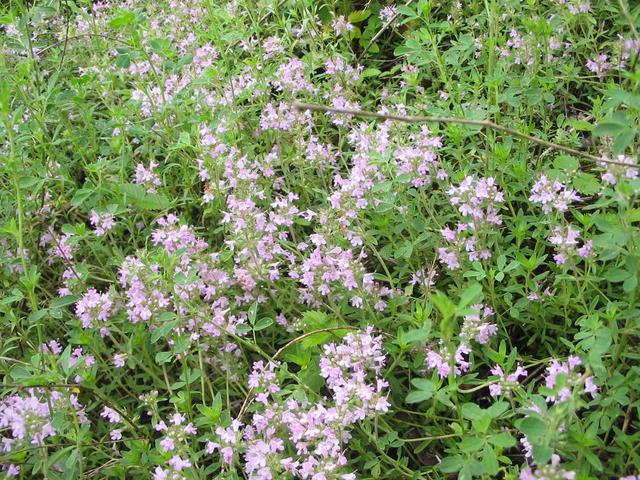
Чебрець під час цвітіння

Відвари та настої чебрецю звичайно вживають у народній медицині при захворюванні дихальних шляхів тощо.
Для використання в медичній практиці з чебрецю зазвичай готують настоянки, настої, відвари, екстракт і олійну настоянку. У деяких рецептах народної медицини використовується порошок із сухого листя або насіння. Його, наприклад, рекомендують давати вдихати хворим при непритомності. Препарати можна виготовляти як зі свіжого чебрецю, так і з сушеного.
Без попередньої обробки свіжий чебрець застосовується для лікування ран, виразок, шкірних захворювань. Для цього вживають подрібнену траву, яку накладають на уражені ділянки шкіри. Подібним же способом його використовують для зменшення набряків, болю і свербіння після укусів комах — бджіл, ос, оводів та ін. До речі, про таке застосування чебрецю писав ще Авіценна.
У довідниках з народної медицини можна знайти різні варіанти препаратів з чебрецю залежно від захворювань, які передбачається ними лікувати. Для приготування настоянки зазвичай беруть столову ложку сухої трави або 2 ложки свіжої на склянку окропу, настоюють 1-2 години в щільно закритому посуді. Приймають по 1-2 столових ложки 3 рази на день до їди при лікуванні туберкульозу, бронхіальної астми, захворюваннях дихальних шляхів, бронхів і легенів, при невралгіях, неврозах, безсонні, запаленні нирок і сечового міхура, як сечогінний і загальнозміцнюючий засіб.
Для лікування захворювань органів дихання крім вживання всередину настоїв або відварів застосовують інгаляції. Найпростіший варіант — залити чебрець окропом і дихати парою. Але краще використовувати для цього олію чебрецю. При нежиті настоєм чебрецю промивають ніс, а при болях в горлі його використовують для полоскання. Настій покрапельно застосовують при захворюваннях очей. Олією або екстрактом чебрецю лікують герпес і запальні захворювання шкіри.
Ефірна олія чебрецю широко застосовується в ароматерапії, летючі речовини, що в ній містяться, мають антисептичну і тонізуючу дію, сприяють зменшенню головного і суглобового болю, зняттю напруги, гарному сну. Для цього можна за прикладом стародавніх жерців використовувати дим тліючих рослин, але запах у диму досить специфічний. Інколи висушене листя і квіти чебрецю іноді кладуть у подушки або розміщують у головах.
У народній медицині чебрець здавна застосовували для лікування алкоголізму, вважається, що він сприяє виробленню стійкої відрази до спиртних напоїв. Для цього використовують настій, який готують із суміші 5 частин трави чебрецю і 1-2 частин полину гіркого (5 столових ложок сухої трави на 1 л окропу). Вживають по 1 столовій ложці 4 рази на день до їди. Курс лікування тривалий — не менше двох місяців.
Вважається, що препарати з чебрецем позитивно впливають на статеву функцію. Для лікування і профілактики простатиту та імпотенції в народній медицині використовують настої та олію чебрецю. Настої п'ють натще, а олію втирають в промежину. Для цього можна застосовувати й ванни з відваром чебрецю. Подібні ванни та компреси (припарки) з чебрецем застосовують і при шкірних хворобах, ревматизмі, вивихах, забоях, набряках.

## Рослинна сировина

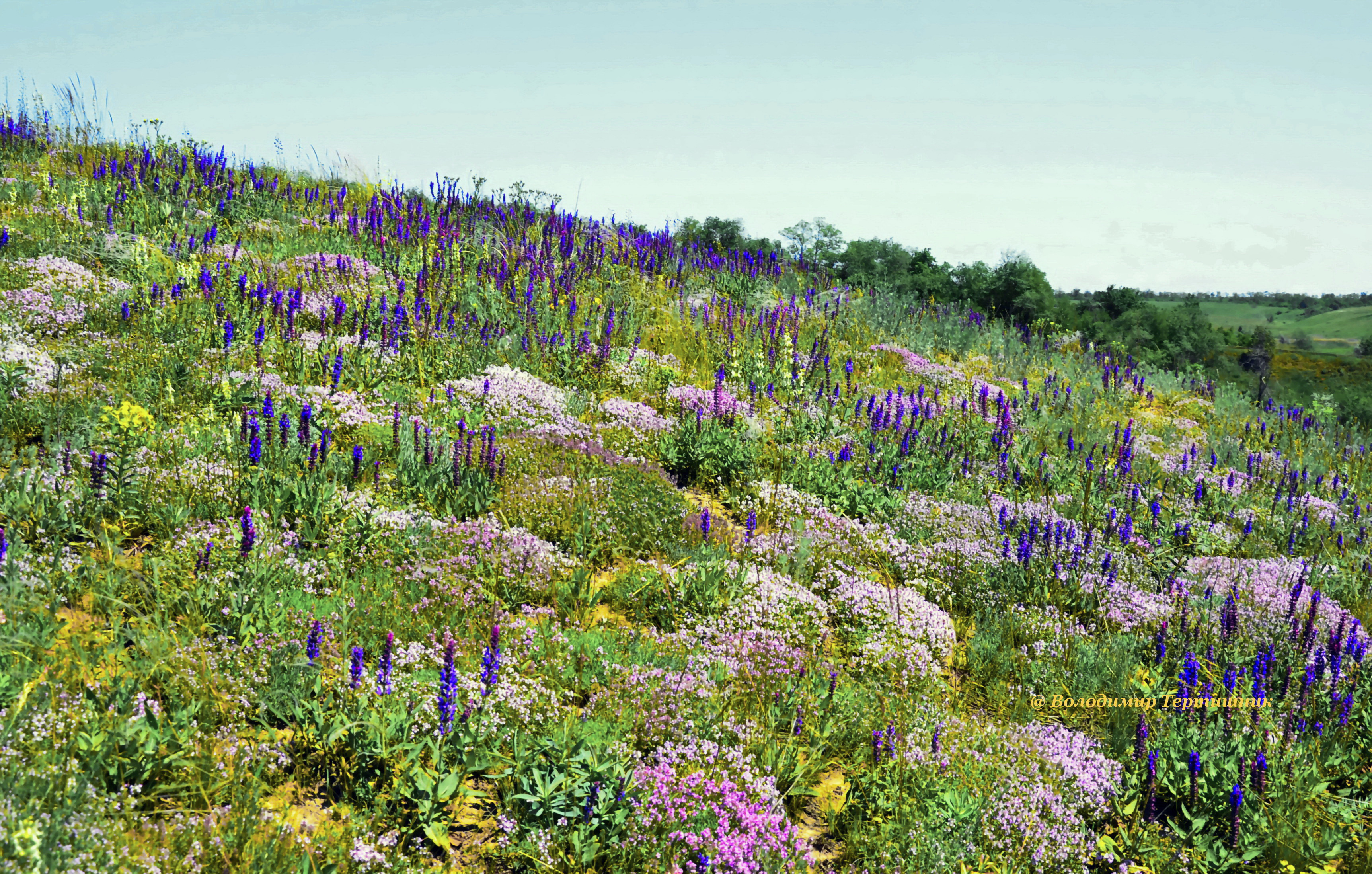
Чебрець на просторах Січеславщини

### Заготівля сировини
Для використання з лікувальною та кулінарною метою збирають наземну частину рослини — гілля з листям, квітами, насінням. Сушать чебрець у затіненому, добре провітрюваному місці.

### Хімічний склад
Хімічний склад: ефірна олія (0,1—1 %), в якій містяться тимол (близько 30 %), борнеол, карвакрол (30—40 %), терпінен, цимол, ліналоол, гіркоти, дубильні речовини (3,4—7,4 %), камедь, олеїнова й урсолова кислоти, барвники, флавоноїдні глікозиди, смоли, мінеральні солі.